# آلوی برزیلی
آلوی برزیلی (نام علمی: Spondias tuberosa) نام یک گونه از تیره پسته‌ایان است.